# 串カツ田中

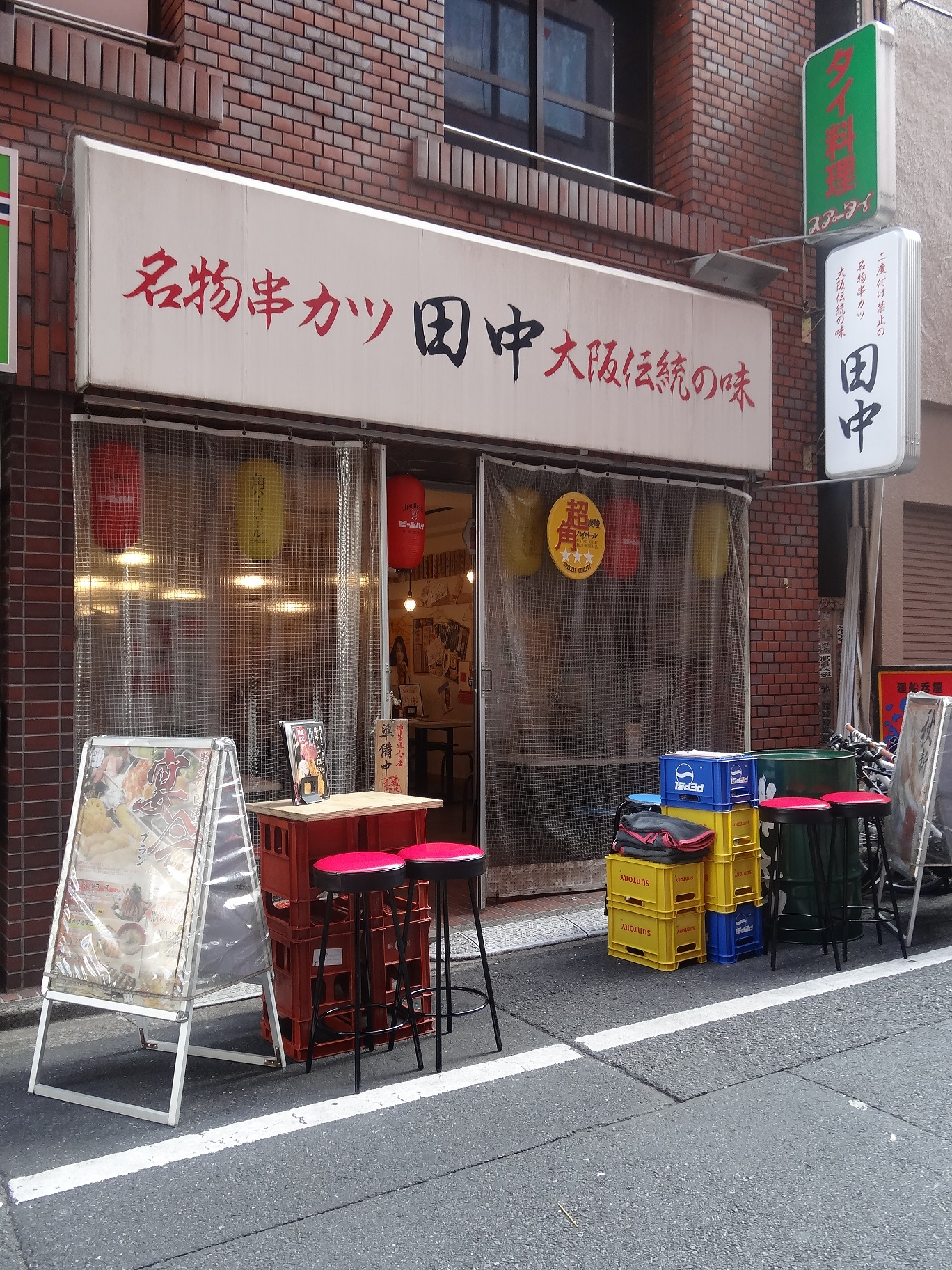
店舗外観

株式会社串カツ田中（くしかつたなか）は、関東圏を中心に外食チェーン店を展開する企業。大阪伝統の味である串かつが主力。

## 概要
2002年創業。2008年12月に1号店を世田谷区内の住宅街の一角にオープン。当初は、2016年9月時点で副社長をつとめる田中洋江の亡き父、田中勇吉が残した秘伝のレシピをもとにメニューを開発。さらに、出店ができていなかった串カツの本場である関西では岸和田で、沖縄でも久茂地でそれぞれ新店舗をオープンしてエリア進出を果たした。
今後は全国的に店舗網を拡大する考えで、東証マザーズへの新規上場時に公表された有価証券届出書には「全国1000店体制」を目標とする旨の記載がなされている。大阪には2016年7月末時点では2店舗しかなかったが、2022年現在は15店舗にまで拡大している。
串カツ以外にも、肉吸いやちりとり鍋 、かすうどんなどの郷土料理の他、居酒屋系メニューなども多数揃える。

## 沿革
- 1998年（平成10年） 11月 - 貫啓二 個人事業にて飲食業を創業[10]
- 2002年（平成14年） 3月 - ケージーグラッシーズ有限会社設立
- 2006年（平成18年） 12月 - 商号を株式会社ノートに変更
- 2008年（平成20年） 12月 - 串カツ田中1号店オープン(東京都・世田谷店）
- 2014年（平成26年）
  - 2月 - 「外食アワード2013」受賞
  - 7月 - 串カツ田中関西圏1号店オープン(大阪府・岸和田店）
  - 9月 - 串カツ田中東海地区1号店オープン(愛知県・金山店）
  - 同月 - 串カツ九州地区1号店オープン(沖縄県・久茂地店）
- 2015年（平成27年）
  - 1月 - 串カツ田中北海道1号店オープン(北海道・平岸店）
  - 8月 - 商号を株式会社串カツ田中に変更
- 2016年（平成28年）9月 - 東証マザーズ市場上場。[4][5][6][11]。上場時の主幹事証券会社は大和証券。[註 2]。
- 2018年（平成30年）　
  - 6月 - 持株会社体制へ移行し、商号を株式会社串カツ田中ホールディングスへ変更。また、会社分割により飲食事業を新設した株式会社串カツ田中へ継承[12]。
- 2019年（令和元年）6月 - 株式会社串カツ田中ホールディングスが東京証券取引所1部へ市場変更。
- 2020年（令和2年）4月2日 - 新型コロナウイルスの感染拡大の影響を受け、4日〜12日の間（予定）、直営店舗全116件を臨時休業[13]。
- 2020年（令和2年）4月13日 - 直営店41店舗で休業延長、直営店73店舗はテイクアウト・デリバリー・時短営業により再開[14]。
- 2020年（令和2年）7月1日 - 7月31日、宮迫博之が、串カツ田中へのクラウドファンディングによりネーミングライツ権を獲得し、「串カツ宮迫」として1ヶ月間の期間限定で営業。[15][16][17]
- 2021年（令和3年）1月7日 - 緊急事態宣言により対象地域の直営店の休業を発表（一部店舗を除く）
- 2021年（令和3年）
  - 7月1日 - 通信販売で個人宅用の卓上フライヤーを冷凍の具材とセットで発売開始。[18]
  - 11月4日- インフォマートと設立した合弁企業Restartzが、飲食店経営の業務プロセスを可視化し支援するアプリV-Manageの提供開始を発表[19]。
- 2025年（令和7年）3月28日 - 東京・五反田に新業態「厚切りとんかつ 厚とん」を出店。[20]

## 役員
代表取締役社長
- 坂本壽男 - 日本酸素株式会社、新日本監査法人出身。2015年2月入社。

取締役副社長
- 大須賀伸博 - 2011年5月入社。

取締役会長
- 貫啓二 - 1998年トヨタ輸送入社[21]。2017年12月株式会社串カツ田中分割準備会社（現株式会社串カツ田中）設立（代表取締役社長）。2022年6月、株式会社串カツ田中取締役会長。

取締役
- 田中洋江 - 1993年4月、株式会社I&S(現株式会社I&S BBDO) 入社。2022年6月、株式会社串カツ田中取締役。

## 不祥事

### 盗撮映像流出に関して
2018年12月、神奈川県横浜市内のFC4店舗にて、従業員に無断で更衣室内に設置した監視カメラ（隠しカメラ）の映像が流出していたことが発覚した。同月14日より「女性従業員が着替える映像を見た」などと書かれたブログが存在していたことにより発覚。
カメラが設置されていた店舗
- 新横浜店
- 希望ヶ丘店
- 上大岡店
- 菊名店

### 面接時の盗撮未遂
2023年11月、愛知県豊橋市にある豊橋店の採用面接の際、未成年の女性を制服に着替えさせ、その様子を盗撮しようとした疑いで従業員が逮捕されたことが発覚。尚、逮捕された従業員のスマートフォンには、女性が着替える様子を盗撮したとみられる動画が複数残っており、犯行を繰り返していたとみて、余罪を調べられるとされる。これをうけ、串カツ田中は公式サイトで謝罪。。

## テレビ番組
- 日経スペシャル カンブリア宮殿 大阪B級グルメでファミリーに大人気 秘伝のレシピで一発逆転! 串カツ田中の経営戦略の全貌（2018年7月26日、テレビ東京）[26]